# ミレダフス
ミレダフス Myledaphus はカナダとアメリカとウズベキスタンの白亜紀後期の地層から知られている絶滅した軟骨魚類。淡水性のサカタザメ科で、全長は約1mに達した。

## 化石と年齢
ミレダフスの最もよく知られた化石は歯と脊椎である。アルバータ州で発掘されたミレダフスの脊椎を研究した結果、ミレダフスの寿命は長くて16歳と推定された。これはミレダフスが普通のサカタザメよりも8年ほど短いライフスパンで生きていた事を示す。